# Caraman (Alto Garona)
Caraman (em occitano:  Caramanh) é uma comuna francesa na região administrativa da Occitânia, no departamento do Alto Garona. Estende-se por uma área de 30.19 km², com 2.520 habitantes, segundo o censo de 2018, com uma densidade de 83 hab/km².